# Пахомій Великий
Святий Пахомій Великий (292, Тебаїда Горішня — 346) — єгипетський святий, пустельник, чудотворець, колишній римський воїн. Засновник першої кіновії.

## Біографія
Народився в 292 у поганській родині у Тебаїді Горішній. Маючи 20 років, він став римським вояком. Невдовзі Пахомій прийняв св. хрещення і пішов у пустелю у 317 році, де вів дуже суворе життя. 
Він зрозумів, що не кожен, хто хоче посвятити себе Богу і стати духовним, може жити відокремлено. Пахомій став зачинателем кіновійної форми здійснення чернечого ідеалу: близько 320 року він заснував в єгипетських пустелях першу громаду ченців, які не були анахоретами. Поява кіновійної форми чернечого життя була викликана цілим рядом причин: сумісна праця була набагато ефективнішою, разом було легко протистояти грабіжникам та долати труднощі духовної боротьби. 
Найістотніший внесок Пахомія у розвиток чернецтва полягає у тому, що він вперше розробив статут чернечого життя, підпорядкувавши існування монахів суворим правилам. До обов'язків ченців, насамперед, входила молитва і читання книг духовного змісту. Ченці зобов'язані були дотримуватися певних правил щодо одягу, їжі і сну, крім того, їм заборонялося покидати монастир. Пахомій прагнув відокремити монастирі від світу, обнісши групу будиночків стінами. На чолі кожного поселення монахів стояв абат (отець), брати жили в кількох будинках з великою кількістю кімнат в кожному по три чоловіки в келії. За кожним будинком закріплювалося певне ремесло, були ткацька майстерня, пральня, вироблялися перини. Деякі обов'язки — готування їжі, турбота про хворих, навчання послушників, переговори з купцями — виконувалися черговими монахами. 
За чітким розпорядком здійснювалося молитовне життя: богослужіння відбувалися двічі на добу зі співом псалмів, молитвами, читанням Біблії, після чого брати мали трапезу. Розмови під час їжі заборонялися. У неділю дозволялося помитися, в цей день абат збирав всю общину для наставляння і євхаристії. Для допомоги у подоланні спокус і духовному розвитку настоятелі монастирів вели з братією бесіди на духовні теми. Пахомій запровадив працю як невід'ємну складову життя ченців. Вони обробляли землю, працювали в кузнях, на млинах, теслярували, плели кошики і циновки тобто власними силами здобували необхідні для життя речі. Пахомій намагався позбавити монахів рис користолюбства, з цією метою ченцям не дозволялося мати приватної власності, навіть одяг і їжу вони отримували із монастирських запасів.  
Життя монахів було важким, але не надмірно. Вони спали не на підлозі, а на жорстких ліжках, тілесні покарання застосовувалися лише у разі серйозних провин (за крадіжку, втечу і сварки). Один чернець не повинен був наближатися до іншого ближче, ніж на лікоть. Стосунки з рештою світу майже не існували, підтримувати родинні зв'язки вважалося гріхом. Їжа ченців була найпростішою: хліб, вода, страви із зелені або бобів. Приправу складали сіль та оливкова олія.
Очевидно, що не всім, хто приходив у монастир, було легко дотримуватися його суворих правил. тому Пахомій встановив однорічний випробувальний термін для кандидатів у монахи. Тих, хто бажав приєднатися до монастиря, поселяли в окремому будинку, де вони вивчали основні молитви та псалми, і лише після перевірки та випробувань їх допускали в общину. Загалом, реформи Пахомія виявилися успішними і ще до кінця його життя кількість ченців в заснованих ним монастирях досягла 7 000 осіб. 
Згодом про Пахомія і його благочестиве життя стало відомо всьому Єгипту, і до нього прилучилася багато учнів. Пахомій заснував ще декілька монастирів на берегах Нілу. Він заклав і перший жіночий монастир, настоятель кою якого стала його сестра Марія. 
Всього у безлюдній пустелі Табенна, що над Нілом, Пахомій збудував шість монастирів та церкву для вбогих пастухів. Під його проводом у різних монастирях було сім тисяч ченців.
Пахомія можна вважати основоположником спільного чернечого життя в різних монастирях, де усі монахи жили під проводом настоятеля-протоархімандрита. Він сміливо обороняв Христову віру від єретиків і мав дар передбачування і зцілення. Пахомій віддав Богові духа 346 року.
Пам'ять святого вшановується 28 травня.